# Надёжный (Забайкальский край)
Надёжный — село в Кыринском районе Забайкальского края России. Административный центр сельского поселения «Надёжнинское».

## География
Село находится в северо-восточной части района, на левом берегу реки Нижний Салбартуй (бассейн реки Кыры), на расстоянии примерно 49 километров (по прямой) к северо-западу от села Кыра. Абсолютная высота — 1185 метров над уровнем моря.
Климат
Климат характеризуется как резко континентальный, с продолжительной холодной зимой и относительно жарим и влажным летом. Средняя температура самого тёплого месяца (июля) составляет 12 — 18 °С. Средняя температура самого холодного месяца (января) — −22 — −24 °С Годовое количество осадков — около 350 мм.
Часовой пояс
Село Надёжный находится в часовой зоне МСК+6. Смещение применяемого времени относительно UTC составляет +9:00.

## Население
| 2002 | 2010 | 2021 |
| ---- | ---- | ---- |
| 118  | ↘47  | ↘43  |

Половой состав
По данным Всероссийской переписи населения 2010 года в гендерной структуре населения мужчины составляли 57,4 %, женщины — соответственно 42,6 %.
Национальный состав
Согласно результатам переписи 2002 года, в национальной структуре населения русские составляли 100 % из 118 чел.

## Инфраструктура
В селе функционируют начальная общеобразовательная школа и фельдшерско-акушерский пункт.